# Hōtō

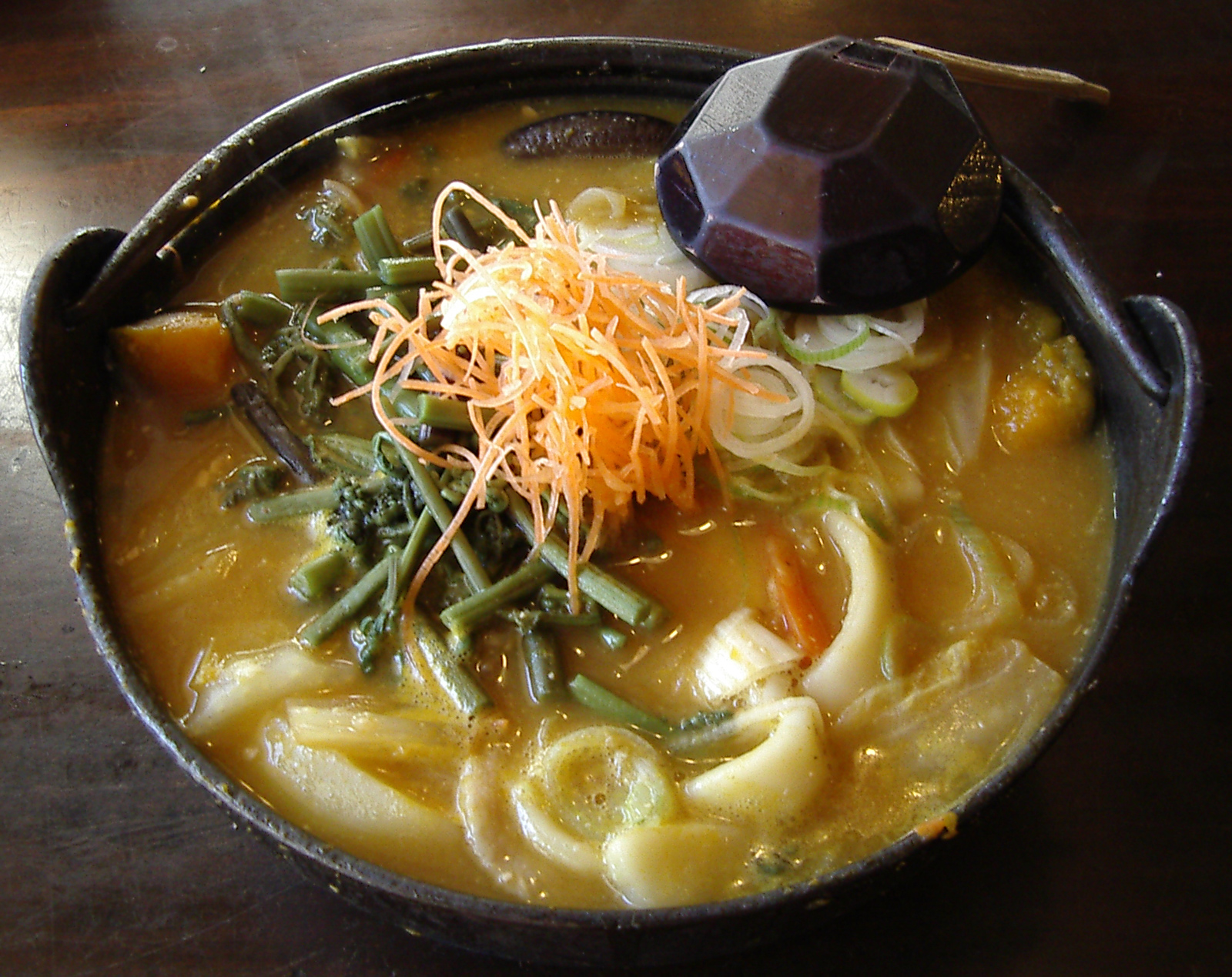
Una ración típica de hōtō.

El hōtō (ほうとう?) es un popular plato regional originario de la prefectura de Yamanashi (Japón) elaborado estofando fideos planos udon y verduras en sopa de miso. Aunque el hōtō suele reconocerse como un tipo de udon, los locales no lo consideran como tal porque la masa se prepara al estilo de los dumplings más que al de los fideos.

## Origen
El cultivo de trigo y la producción de harina llegaron a la prefectura de Yamanashi por la escasez del arroz cultivado localmente. La sericicultura había transformado las tierras tradicionalmente reservadas al cultivo de arroz en granjas de gusanos de seda, y los productos de harina de trigo como el hōtō fueron inventados como medio de contrarrestar la escasez de comida que surgió de este cambio en la actividad agrícola.
Esta transición puede haber comenzado en la región de Gunnai, donde el cultivo de arroz era imposible debido a las bajas temperaturas y las grandes cantidades de restos volcánicos presentes en el suelo. El cultivo de trigo se extendió al resto de la prefectura y a las prefecturas vecinas de Nagano, Shizuoka, Saitama y Gunma, donde también pueden encontrarse platos parecidos de sopa y masa de trigo. Por ejemplo, un plato nibōtō, que es idéntico al hōtō salvo por la sopa condimentada con salsa de soja, que puede encontrarse en las prefecturas de Saitama y Gunma.

### Hōtōy Takeda Shingen
Otra teoría frecuente sugiere que el hōtō fue inventado por el héroe de guerra local Takeda Shingen. El desarrollo industrial y comercial tras la Segunda Guerra Mundial hizo del turismo el sector más rentable de la prefectura, y la imagen de Takeda Shingen se usaba frecuentemente para promocionar los productos regionales de la zona. Los locales buscaban popularizar el hōtō como plato turístico publicitándola como la comida tomada por Takeda Shingen y sus soldados antes de cada batalla. Los turistas pueden disfrutar actualmente del hōtō en numerosos locales de la región y en lugares bastante heterodoxos como cafeterías y heladerías.
Una rama más extrema de estos anuncios afirman que los descendientes del clan Takeda introdujeron la receta al shogunato Tokugawa, usándose entonces para desarrollar el udon de miso-nikomi de Nagoya. La validez de esta afirmación es muy discutible.

## Etimología

### Teoría del origen chino
El nombre hōtō suele considerarse una eufonía de hakutaku (餺飥?); el nombre de la harina udon tras amasarse y cortarse.
El kanji 餺飥 apareció por primera vez en los diccionarios del periodo Nara, y su lectura aparece en diccionarios del periodo insei como hautau, mostrando que la pronunciación ya había empezado a transformarla en hōtō. Aunque el hōtō fue introducido en Japón mucho más pronto que el udon, se creen que ambos nombres proceden de China. Por ejemplo, en la actual provincia china de Shanxi, la palabra ‘wonton’ se escribe con un kanji parecido (餛飩) y se pronuncia hōtō.

### Teoría del origen local
Lingüistas locales señalan que la palabra se usa en documentos del periodo Edo para describir todo tipo de productos de harina, incluyendo las que no son de trigo. En el dialecto local, la palabra para harina es hatakimono, mientras la palabra local para la molienda de cultivos es hataku. Algunos lingüistas teorizan que hōtō se originó realmente a partir de estas palabras locales cuando la harina se convirtió en una comida popular.
Otros lingüistas discrepan con la teoría del origen chino porque no hay pruebas concluyentes de que la palabra surgiera en China. Afirman que la aceptación popular del hōtō como una receta presente exclusivamente en la región de Yamanashi invalida las teorías que afirman que la palabra fue importada de ultramar. Sin embargo, desde un punto de histórico, la palabra hataku aparece por primera vez en documentos de alrededor de 1484 en el periodo Muromachi, mientras hōtō o hautau puede encontrarse muchos antes en escritos como el El libro de la almohada. Esto contradice la idea de que hataku fue la base del nombre del plato.

### Otras teorías
También puede decirse que la palabra es una eufonía de 宝刀 o 放蕩. Para 宝刀 (‘tesoro de espada’), la explicación que se da es que Takeda Shingen cortaba los ingredientes del plato con su propia espada. Sin embargo, los lingüistas tienden a considerar esta idea como un inteligente juego de palabras con fines publicitarios más que como una teoría legítima.

## Preparación e ingredientes

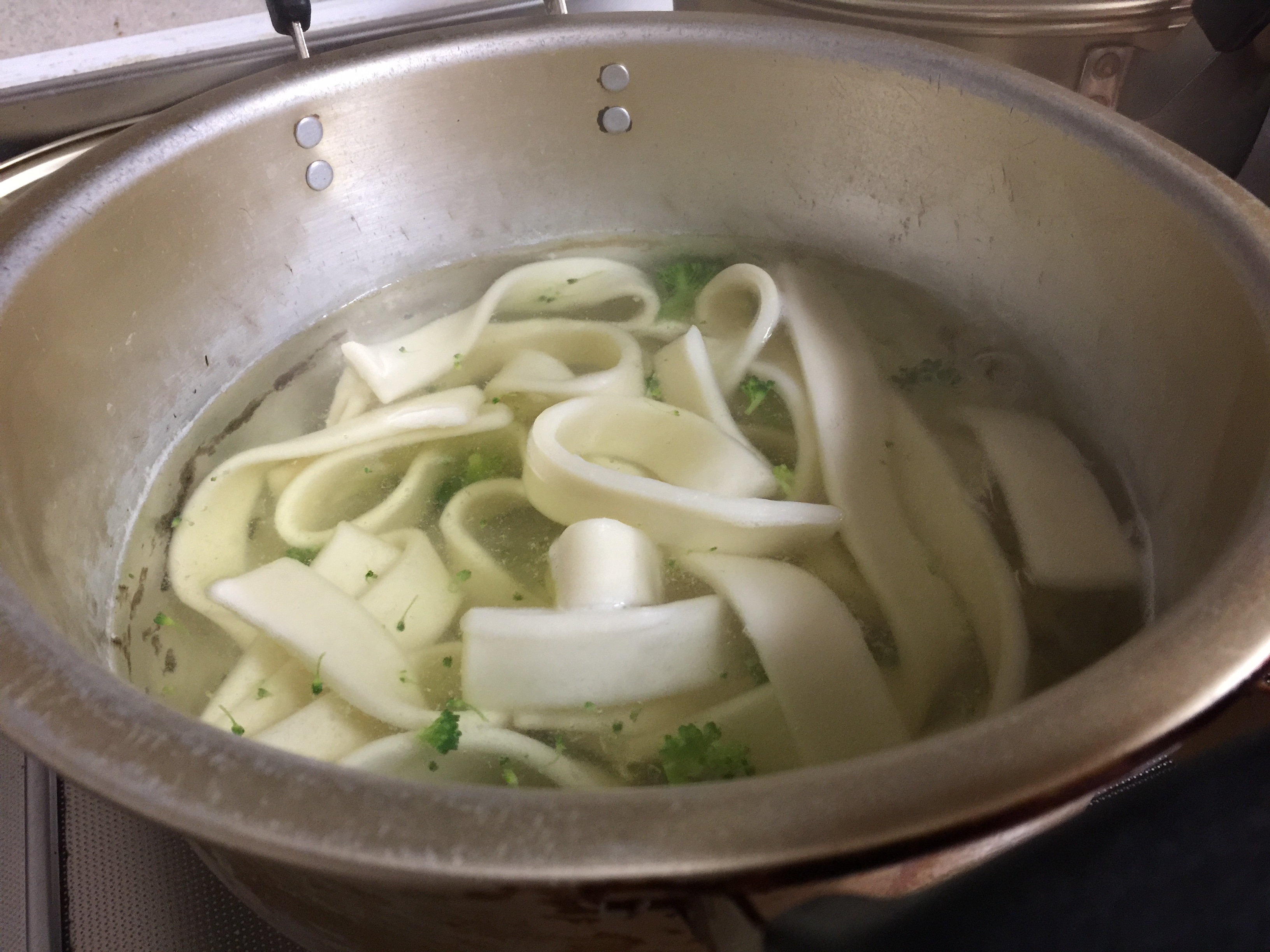
Preparación del hōtō.

La masa se trabaja con las manos desnudas en un cuenco de madera, y se estira para secarla. Entonces se dobla y se corta en trozos grandes con un cuchillo japonés. A diferencia del udon, el hōtō exige una masa con una textura más dura, obtenida por la cantidad de gluten, a la que no se añade sal ni se deja reposar. Una peculiaridad es que los fideos no necesitan ser vaporizados, cociéndose crudos junto a otros ingredientes.
Suele creerse que el mejor sabor se obtiene cociendo calabaza en la sopa de miso hasta que queda tierna y se deshace en trozos. El dashi (sopa base) se hace con niboshi, que a menudo se deja en la sopa cuando se hace en casa. Las verduras cambian según la temporada: negi, cebolla y patata se incluyen habitualmente en verano, mientras el taro, la zanahoria y el repollo chino lo son en invierno, junto con varios tipos de hongos, como el shiitake y el shimeji. La carne de cerdo o pollo puede añadirse al gusto. En términos de valor nutricional, el hōtō proporciona grandes cantidades de almidón gracias a los fideos y las patatas, así como vitaminas y fibra de la sopa y la verdura.
La mayoría de los fideos hōtō son más anchos y planos que los udon convencionales. Aunque es una comida fuerte por sí sola, puede servirse con arroz blanco de la misma forma que la sopa miso. Algunos restaurantes sirven hōtō con fideos muy gruesos y pesados en grandes cazuelas de hierro para dar una sensación voluminosa que recuerda al nabemono y otros platos hot pot.

## Hōtōde judíaazuki
El azuki bhōtō (小豆ぼうとう?) es una sopa de judía azuki con fideos hōtō añadidos en lugar de los tradicionales mochi o shiratama. Aunque la sopa de judía azuki suele tener una textura acuosa, el azuki bhōtō consiste en un estofado espeso y viscoso que se vierte sobre los fideos hōtō y se come como el botamochi. Un plato local de la prefectura de Oita llamado yaseuma (やせうま?) es extremadamente parecido al azuki bhōtō, salvo por ser más dulce y considerarse más un aperitivo que una comida. En este sentido, el hōtō difiere significativamente de la categorización moderna de udon. El azuki bhōtō no es común, ni siquiera en la prefectura de Yamanashi, y suele encontrarse solo en la región de la antigua provincia de Kai. Sin embargo, algunas cadenas de restaurantes locales incluyen el azuki bhōtō en su menú normal.

## Hōtōy los habitantes de Yamanashi
Es costumbre que las tiendas de la prefectura de Yamanashi expongan la bandera de guerra fūrinkazan de Shingen Takeda para indicar que sirven hōtō. Según los habitantes de Yamanashi, el hōtō y el udon son recetas completamente diferentes e independientes (de forma parecida a como los habitantes de Nagoya consideran al kishimen (きしめん?).
Tradicionalmente cada hogar amasaba su propia masa a partir de la harina. Era un plato popular entre las mujeres que trabajaban todo el día fuera y necesitaban preparar la cena para una gran familia de campesinos, porque la receta y el proceso de elaboración del hōtō no exigía mucho tiempo ni era complicado. La sopa solía tener más cantidad de verdura que de fideos, al ser la harina escasa y cara. Muchos hogares reservaban fideos como fideos a servir solo a los invitados distinguidos.
A medida que continuó la modernización e industrialización de Japón, el arroz se convirtió en el principal alimento básico y la popularidad del hōtō como plato casero disminuyó. Los supermercados de Yamanashi venden actualmente fideos hōtō preenvasados con pasta de miso, y en pocos hogares siguen amasando sus propios fideos. El hōtō se ha estandarizado gradualmente en sabor y receta, desapareciendo como comida casera.
Muchas cadenas de restaurantes de Yamanashi han adoptado el hōtō como plato comercializable. Algunos solo lo sirven en su estilo tradicional con la base de miso, mientras otros emplean la mencionada sopa de judía azuki o gochujang para obtener un sabor más variado. También se añaden en ocasiones ingredientes no tradicionales como ostra, tortuga de concha blanda china y cangrejo. Estas versiones son consideradas a menudo aberraciones por los residentes, ya que el plato simple original surgió de la pobreza, pero han ganado popularidad entre los turistas.